# Labourdonnaisgambiet
In het schaken is het Labourdonnaisgambiet, in de opening van een partij, een variant in de loperopening.
Het heeft als beginzetten:
1. e4 e5
2. Lc4 (de loperopening) Lc5
3. b4

Het gambiet is genoemd naar Louis de La Bourdonnais, een Franse schaker, maar het werd ook gespeeld door de Ier Alexander McDonnell en anderen.